# Mason Finley
Mason Finley (7 ottobre 1990) è un discobolo e pesista statunitense.

## Biografia
Nel 2017 Finley ottiene la medaglia di bronzo nel lancio del disco ai Campionati del mondo di atletica leggera a Londra, con un lancio di 68,03 metri, suo record personale.

## Palmarès
| Anno | Manifestazione   | Sede           | Evento           | Risultato | Prestazione | Note                          |
| ---- | ---------------- | -------------- | ---------------- | --------- | ----------- | ----------------------------- |
| 2011 | Universiadi      | Shenzhen       | Getto del peso   | Bronzo    | 19,72 m     |                               |
| 2011 | Universiadi      | Shenzhen       | Lancio del disco | 8º        | 59,17 m     |                               |
| 2016 | Giochi olimpici  | Rio de Janeiro | Lancio del disco | 11º       | 62,05 m     |                               |
| 2017 | Mondiali         | Londra         | Lancio del disco | Bronzo    | 68,03 m     | Miglior prestazione personale |
| 2018 | Campionati NACAC | Toronto        | Lancio del disco | 4º        | 61,55 m     |                               |
| 2019 | Mondiali         | Doha           | Lancio del disco | 13º (q)   | 63,62 m     |                               |
| 2021 | Giochi olimpici  | Tokyo          | Lancio del disco | 23º (q)   | 60,34 m     |                               |